# Nabi Hill
Der Nabi Hill (von koreanisch 나비 ‚Schmetterling‘) ist ein 129 m hoher Hügel auf King George Island im Archipel der Südlichen Shetlandinseln. Auf der Barton-Halbinsel ragt er nordöstlich des Narębski Point und westlich des Hwaseok Hill auf.
Südkoreanische Wissenschaftler benannten ihn nach der Ähnlichkeit der Kontur der Hügelumgebung mit einem Schmetterling.